# Andemaka
Andemaka is een plaats en gemeente in Madagaskar gelegen in het district Vohipeno van de regio Vatovavy-Fitovinany. Er woonden bij de volkstelling in 2001 ongeveer 16.000 mensen.
In de plaats is basisonderwijs en voortgezet onderwijs voor jonge kinderen beschikbaar. 73% van de bevolking is landbouwer en 15% houdt zich bezig met de veeteelt. Het belangrijkste gewas is rijst, maar er wordt ook koffie en suikerriet verbouwd. 0,1% en 9,9% van de bevolking werkt respectievelijk in de industriesector en de dienstensector. 2% van de bevolking voorziet in zijn levensbehoefte via de visserij.